# Millerit
Millerit, även hårkis eller nickelkis, är ett lågtemperaturmineral som består av nickelsulfid med en nickelhalt på 64,5 %. Den har gul färg och är ofta brun eller brokigt anlöpt. Den kan skiljas från pentlandit (ett annat nickel- och järnhaltigt sulfidmineral) genom sin kristallform och avsaknad av anknytning till pyrit eller magnetkis.

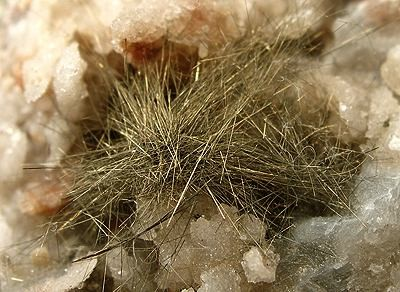
Millerit-kristaller inuti en kvartsgeod, från Halls Gap, Kentucky

## Förekomst och användning
Millerit upptäcktes först i kolgruvorna i Wales. Den finns som en metamorf utveckling av pentlandit i Silver Swan i västra Australien. Den finns även i Halls Gap-området i Kentucky, USA.
Millerit finns på många platser i Erzgebirge där den har använts för nickelframställning.
Millerit är i Sverige känt från Tunaberg i Södermanland och Slättbergsgruvan i Dalarna.